# Aristida pinifolia
Aristida pinifolia är en gräsart som beskrevs av Luis Catasús. Aristida pinifolia ingår i släktet Aristida och familjen gräs. Inga underarter finns listade i Catalogue of Life.